# Shafferia
Shafferia is een geslacht van vlinders van de familie vedermotten (Pterophoridae).

## Soorten
- S. dentiger Meyrick, 1916
- S. nubilus Felder & Rogenhofer, 1875